# Henry Winkler
Henry Fraklin Winkler (* 30. října 1945 Manhattan, New York, New York, Spojené státy americké) je americký herec, komik, režisér, producent a autor knih. Proslavil se rolí Arthura „Fonzie“ Fonzarellihov sitcomu Happy Days. Za výkon získal dvě ceny Zlatý glóbus tři nominace na cenu Emmy. Mimo to si také zahrál hlavní role v seriálu Childrens' Hospital (2010–2016) a Milionový lékař (2010–2016) a hostující role v seriálech Arrested Development (2003–2019) a Parks and Recreation (2013–2015). Od roku 2018 hraje v seriálu stanice HBO Barry. V roce 2018 získal za výkon v seriálu svou první cenu Emmy v kategorii nejlepší mužský herecký výkon ve vedlejší roli (komedie).
Mimo to byl také nominován na cenu Emmy za výkon v hostující roli v dramatickém seriálu Advokáti. V roce 1977 získal nominaci na Zlatý glóbus za výkon v dramatickém filmu Smutní hrdinové a v roce 1977 byl nominován na stejnou cenu za výkon v komediálním filmu Night Shift. Zahrál si ve filmech jako Páni Flatbushe (1974), The One and Only (1978), Vřískot (1996), Vodonoš (1998), Díry (2003), Klik – život na dálkové ovládání (2006) a Profesor v ringu (2012). Zrežíroval filmy Můj život bez tebe (1988) a Jeden a půl policajta (1993).